# Dicliptera beddomei
Dicliptera beddomei är en akantusväxtart som beskrevs av C. B. Cl.. Dicliptera beddomei ingår i släktet Dicliptera och familjen akantusväxter. Inga underarter finns listade i Catalogue of Life.